# Talmud
Talmud (hebr. ‏תלמוד‎ talmud „nauka”) – jedna z podstawowych (choć nie jest uznawana za świętą) ksiąg judaizmu. Został napisany językiem judeo-aramejskim. Talmud jest komentarzem do biblijnej Tory, w którym wyjaśniono, jak przestrzegać prawa zawartego w Torze w warunkach, jakie zapanowały wśród Żydów wypędzonych z Palestyny w II wieku. Dla wyznawców tradycyjnego judaizmu Talmud stanowi rodzaj odpowiednika chrześcijańskiego katechizmu.

## Historia
Talmud jako uporządkowany zbiór praw religijnych, normatywnie spisany został około 400 roku n.e (talmud jerozolimski) i około 500 roku n.e. (talmud babiloński), zawiera w sobie tradycję między III wiekiem p.n.e. a VI wiekiem n.e. Ścisłe przestrzeganie wielu nakazów mojżeszowych zapisanych w Torze nie było technicznie wykonalne po zburzeniu Świątyni Jerozolimskiej i dlatego rabini musieli ustalić wiążące dla wszystkich Żydów religijne zasady życia w warunkach wygnania. Talmud był przez całe wieki i jest obecnie głównym odniesieniem, do którego odwoływali się i nadal się odwołują rabini na całym świecie, rozstrzygając rozmaite spory i przystosowując prawo religijne do współczesnych warunków życia.

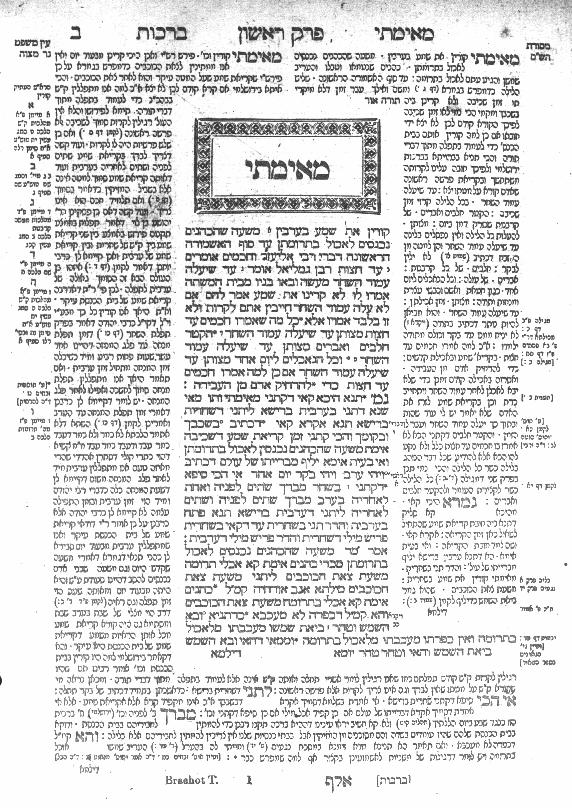
Talmud babiloński

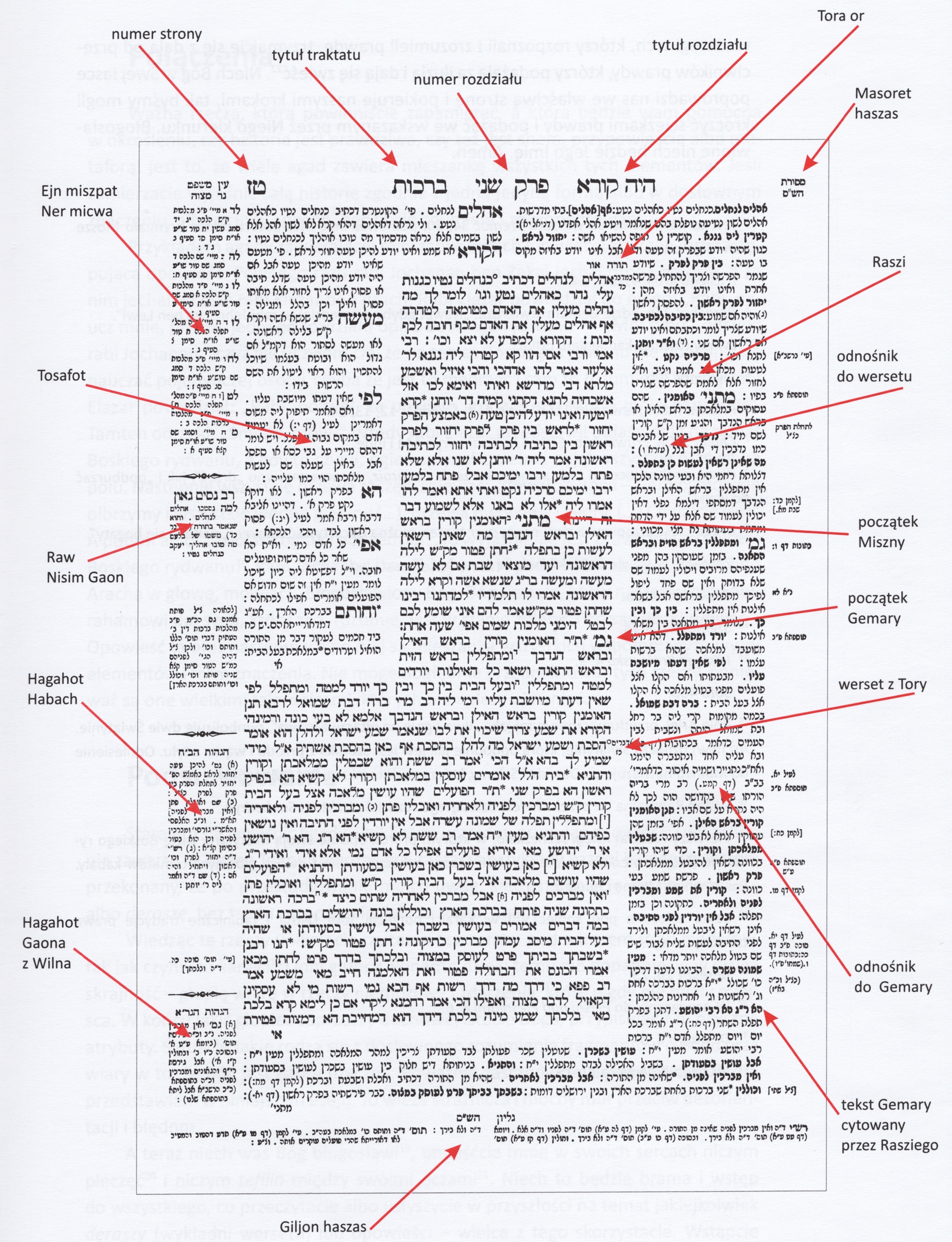
Układ strony Talmudu z oznaczeniem tytułu, Miszny, Gemary i komentarzy

## Podział Talmudu
Talmud składa się z dwóch części: Miszny i Gemary. Miszna to zbiór początkowo ustnych, a następnie listownych odpowiedzi rabinów wiernym, którzy zapytywali, jak interpretować praktycznie określone zapisy zawarte w Torze. Po uporządkowaniu tej tradycji powstała kodyfikacja obejmująca całą sferę obyczajowości (święta, ceremonie, rytuały, prawa, obyczaje itp.) – w sumie jest to 248 podstawowych obowiązków i 365 zakazów, ułożonych według porządku, jaki występuje w biblijnej Księdze Powtórzonego Prawa.
Natomiast Gemara stanowi bardzo obszerny komentarz do poszczególnych fragmentów Miszny, jeszcze bardziej precyzyjnie ustalający właściwe zachowanie pobożnego żyda w danej sytuacji. Gemara powstawała w dwóch największych żydowskich ośrodkach teologicznych, stąd istnieją dwa Talmudy: Talmud Jeruszalmi (Jerozolimski, zwany też Palestyńskim, rzadziej Talmudem Ziemi Izraela) i Talmud Bawli (Babiloński). Redakcję Talmudu Jerozolimskiego ukończono w IV wieku w Palestynie, w jesziwach chawrutycznych (od „b'chavruta” – בְחַבְרוּתָא,), które były znane jako „szte ha-jesziwy” (dwa kolegia), i działały w Cezarei, Seforis i Tyberiadzie. W wydaniu Bomberga (Wenecja 1520–1523), jego objętość wynosiła 526 kart in folio w trzydziestu siedmiu tomach. Talmud Babiloński ukończono na początku VI wieku w Babilonii, w jesziwach chawrutycznych, działających w miastach: Nehardea, Pumbedita i Sura. Talmud Babiloński jest obecnie powszechnie obowiązującym.

## Drukowane wersje Talmudu
Pierwsza pełna wersja drukowanego Talmudu ukazała się w Wenecji w latach 1520–1523 i była dziełem jednego z tamtejszych drukarzy, Daniela Bomberga.
W języku polskim w 2010 r. ukazały się drukiem trzy rozdziały traktatów Berachot, Kiduszin i Bawa Kama w tłumaczeniu rabina Sachy Pecarica wraz ze wstępem i objaśnieniami do Talmudu.

## Talmud w judaizmie postępowym
Judaizm reformowany i judaizm humanistyczny traktują Talmud jako bardzo ważny dokument historyczny judaizmu. Jednocześnie jednak poddają go współczesnej krytyce. Traktują go raczej jako wskazówkę, a nie ostateczny autorytet. Dotyczy to przepisów koszerności, etyki seksualnej itd.

## Talmud a chrześcijaństwo
Pierwszy zakaz czytania Talmudu wydał cesarz Justynian I Wielki, zakaz taki wydał również papież Grzegorz IX. W 1242 roku spalono liczne Talmudy w Paryżu, w 1264 w Hiszpanii po raz pierwszy „ocenzurowano” Talmud w miejscach, gdzie obrażał chrześcijan. Sobór trydencki zakazał publikacji Talmudu z „miejscami bezbożnymi”.
Talmud został wykreślony z indeksu ksiąg zakazanych w 1962 roku podczas pontyfikatu papieża Jana XXIII.